# District de Kawabe
Le district de Kawabe (川辺郡, Kawabe-gun) est un district de la préfecture de Hyōgo, au Japon.
Au 1er octobre 2014, sa population était de 31 021 habitants pour une superficie de 90,41 km2.

## Communes du district
- Inagawa